# تپه شاوازه
تپه شاوازه مربوط به دوره ساسانیان است و در شهرستان کرمانشاه، بخش مرکزی، دهستان میان دربند، ۱/۲ کیلومتری شمال روستای سرتیپ آباد واقع شده و این اثر در تاریخ ۱۵ دی ۱۳۸۷ با شمارهٔ ثبت ۲۴۱۲۸ به‌عنوان یکی از آثار ملی ایران به ثبت رسیده است.